# Pseudozarba obscurata
Pseudozarba obscurata är en fjärilsart som beskrevs av W. Warren 1913. Pseudozarba obscurata ingår i släktet Pseudozarba och familjen nattflyn. Inga underarter finns listade.